# 阿霍恩
阿霍恩（德語：Ahorn，發音：[ˈaːhɔʁn] ⓘ）是德国巴伐利亚州上弗兰肯行政区科堡县的市镇，面积19.83平方千米，2023年12月31日人口为4,149人。